# Độ Celsius
Độ Celsius (℃ hay độ C) là đơn vị đo nhiệt độ được đặt tên theo nhà thiên văn học người Thụy Điển Anders Celsius (1701–1744). Ông là người đầu tiên đề ra hệ thống đo nhiệt độ căn cứ theo trạng thái của nước với 100 độ C (212 độ Fahrenheit) là nước đông đá và 0 độ C (32 độ Fahrenheit) là nước sôi ở khí áp tiêu biểu (standard atmosphere) vào năm 1742. Hai năm sau nhà khoa học Carl Linnaeus đảo ngược hệ thống đó và lấy 0 độ là nước đá đông và một trăm độ là nước sôi.
Hệ thống này được gọi là hệ thống centigrade tức bách phân và danh từ này được dùng phổ biến cho đến nay mặc dù kể từ năm 1948, hệ thống nhiệt độ này đã chính thức vinh danh nhà khoa học Celsius bằng cách đặt theo tên của ông. Một lý do nữa Celsius được dùng thay vì centigrade là vì thuật ngữ "bách phân" cũng được sử dụng ở lục địa châu Âu để đo một góc phẳng bằng phần vạn của góc vuông. Ở Việt Nam, độ C được sử dụng phổ biến nhất.

## Lịch sử

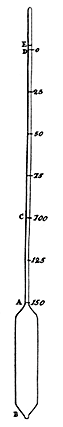
Một minh họa về nhiệt kế ban đầu của Anders Celsius. Lưu ý rằng đây là thang đo đảo ngược, trong đó 100 là điểm đóng băng và 0 là điểm sôi của nước

Năm 1742, nhà thiên văn học người Thụy Điển, ông Anders Celsius (1701 – 1744) đã tạo ra một thang đo nhiệt độ ngược với thang đo hiện tại được gọi là "Celsius": 0 đại diện cho điểm đóng băng của nước, trong khi 100 đại diện cho điểm sôi của nước. Trong bài báo Quan sát hai độ bền trên nhiệt kế, ông đã kể lại các thí nghiệm của mình cho thấy điểm nóng chảy của băng về cơ bản không bị ảnh hưởng bởi áp suất. Ông cũng xác định với độ chính xác đáng kể làm thế nào điểm sôi của nước biến đổi như một hàm của áp suất khí quyển. Ông đề xuất rằng điểm 0 của thang đo nhiệt độ của mình, là điểm sôi, sẽ được hiệu chuẩn ở áp suất khí quyển trung bình ở mực nước biển trung bình. Áp lực này được gọi là một bầu không khí tiêu chuẩn. Hội nghị chung về trọng lượng và đo lường (CGPM) lần thứ 10 của BIPM sau đó đã xác định một bầu không khí tiêu chuẩn tương đương chính xác 1.013.250 dynes trên mỗi cm vuông (101.325 kPa).
Năm 1743, nhà vật lý Jean-Pierre Christin, thư ký thường trực của Académie des sciences, belles-lettres et arts de Lyon, làm việc độc lập với Celsius, đã phát triển thang đo trong đó số 0 đại diện cho điểm đóng băng của nước và 100 đại diện cho điểm sôi của nước. Vào ngày 19 tháng 5 năm 1743, ông đã xuất bản thiết kế của một nhiệt kế thủy ngân, "Nhiệt kế của Lyon" được chế tạo bởi nghệ nhân Pierre Casati sử dụng thang đo này.
Năm 1744, trùng hợp với cái chết của Anders Celsius, nhà thực vật học người Thụy Điển Carl Linnaeus (1707 – 1778) đã đảo ngược thang đo nhiệt độ của Celsius. "Nhiệt kế linnaeus" được tùy chỉnh theo ông, để sử dụng trong nhà kính của ông, được chế tạo bởi Daniel Ekström, nhà sản xuất dụng cụ khoa học hàng đầu của Thụy Điển vào thời điểm đó, có xưởng sản xuất nằm dưới tầng hầm của đài thiên văn Stockholm. Như thường lệ xảy ra trong thời đại này trước khi truyền thông hiện đại, nhiều nhà vật lý, nhà khoa học và nhà sản xuất dụng cụ được cho là đã phát triển độc lập cùng loại thang đo này; trong số đó có Pehr Elvius, thư ký của Viện Khoa học Hoàng gia Thụy Điển (nơi có xưởng chế tạo dụng cụ) và Linnaeus là người tương ứng; Daniel Ekstrom, nhà sản xuất dụng cụ; và Mårten Strömer (1707 Lỗi1770), người đã nghiên cứu về thiên văn học dưới thời Anders Celsius.

### Centigrade, hectograde và Celsius

Quốc gia sử dụng độ Fahrenheit.
Quốc gia sử dụng độ Fahrenheit và cả Celsius.
Quốc gia sử dụng độ Celsius.

Từ thế kỷ 19, trong cộng đồng khoa học, phép đo nhiệt độ được sử dụng cụm từ "Centigrade" ("bách phân") cho thang đo Celsius. Nhiệt độ trên thang đo thường được đơn giản hóa là độ hoặc, khi độ muốn phân biệt rõ ràng hơn là độ C, ký hiệu: °C). Bởi vì thuật ngữ centigrade cũng là tên trong tiếng Tây Ban Nha và tiếng Pháp cho một đơn vị đo góc (1/10000 của một góc vuông) và có một ý nghĩa tương tự trong một số ngôn ngữ khác, thuật ngữ độ centesimal (được gọi là gradian, "grad" hoặc "gon": 1ᵍ = 0,9°, 100ᵍ = 90°) đã được sử dụng khi ngôn ngữ rất chính xác, rõ ràng được yêu cầu bởi các cơ quan tiêu chuẩn quốc tế như BIPM. Nói cách khác, "Centigrade" lúc này được gọi là "hectograde".
Để tránh bất kỳ sự nhầm lẫn nào, hội nghị CGPM lần thứ 9 và CIPM (Comité International des poids et mesures) đã chính thức áp dụng "độ Celsius" từ năm 1948, chính thức giữ biểu tượng được công nhận (°C), thay vì sử dụng biểu tượng độ gradian/centesimal.
Đối với sử dụng trong khoa học, "Celsius" là thuật ngữ thường được sử dụng nhất, trong khi "centigrade" vẫn còn sử dụng nhưng đã được giảm sử dụng, đặc biệt là trong bối cảnh không chính thức ở các nước nói tiếng Anh. Mãi đến tháng 2 năm 1985, dự báo thời tiết do BBC đưa ra mới chuyển từ "centigrade" sang "Celsius".

## Tên và các ký hiệu
Độ Celsius là đơn vị SI duy nhất có tên đơn vị đầy đủ chứa chữ in hoa kể từ khi đơn vị cơ bản của SI dành cho nhiệt độ là kelvin trở thành tên chính thức từ năm 1967 thay cho thuật ngữ Kelvin (có viết hoa chữ "K").
Nguyên tắc chung của Văn phòng Cân đo Quốc tế (BIPM) là giá trị số luôn đi trước đơn vị và một khoảng trắng luôn được sử dụng để tách đơn vị khỏi số, ví dụ: "30.2 °C" (không phải "30.2°C" hoặc "30.2° C"). Các ngoại lệ duy nhất cho quy tắc này là đối với các ký hiệu đơn vị cho độ, phút và giây đối với góc phẳng (°, và các ký hiệu tương ứng), khi đó không còn khoảng trắng giữa giá trị số và ký hiệu đơn vị. Các ngôn ngữ khác và các nhà xuất bản khác nhau, có thể tuân theo các quy tắc đánh máy khác nhau.

### Ký tự Unicode
Trong Unicode, ký hiệu Celsius có mã là U+2103 ℃ degree celsius. Tuy nhiên, đây là một ký tự tương thích được cung cấp để tương thích ngược lại với các bảng mã mới hơn sau này. Nó dễ dàng cho phép kết xuất chính xác cho các chữ viết Đông Á được viết theo chiều dọc, chẳng hạn như tiếng Trung Quốc. Tiêu chuẩn Unicode rõ ràng không khuyến khích việc sử dụng ký tự này: "Trong sử dụng bình thường, tốt hơn nên biểu thị độ Celsius "°C" với một chuỗi U+00B0 ° degree sign + U+0043 C latin capital letter c, thay vì U+2103 ℃ degree celsius. Để tìm kiếm, hãy coi hai chuỗi này giống hệt nhau."

## Một số điểm nhiệt độ phổ biến
Một số nhiệt độ chính liên quan đến thang đo Celsius cùng với các thang đo nhiệt độ khác được trình bày trong bảng dưới đây.
|                                                                              | Kelvin   | Celsius    | Fahrenheit |
| ---------------------------------------------------------------------------- | -------- | ---------- | ---------- |
| Điểm không tuyệt đối (chính xác)                                             | 0 K      | −273.15 °C | −459.67 °F |
| Nhiệt độ sôi của nitơ lỏng                                                   | 77.4 K   | −195.8 °C  | −320.4 °F  |
| Điểm thăng hoa của đá khô                                                    | 195.1 K  | −78 °C     | −108.4 °F  |
| Giao của thang đo Celsius và Fahrenheit                                      | 233.15 K | −40 °C     | −40 °F     |
| Điểm nóng chảy của H2O (nước đá nguyên chất)                                 | 273,15 K | 0 °C       | 32 °F      |
| Nhiệt độ trung bình của cơ thể người                                         | 310.15 K | 36.5 °C    | 97.7 °F    |
| Nhiệt độ sôi của nước tại áp suất 1 atm (101.325 kPa) (xấp xỉ: xem điểm sôi) | 373.13 K | 100 °C     | 212 °F     |

## Công thức đổi đơn vị
Bảng thông tin dưới đây cho biết các công thức đổi đơn vị từ thang đo nhiệt độ Celsius sang các thang đo nhiệt độ khác và ngược lại.
| Đổi từ     | Sang       | Công thức                 |
| ---------- | ---------- | ------------------------- |
| Fahrenheit | Celsius    | °C = 5/9 (F – 32)         |
| Celsius    | Fahrenheit | °F = 9/5 C + 32           |
| Celsius    | Kelvin     | K = C + 273,15            |
| Kelvin     | Celsius    | °C = K - 273,15           |
| Kelvin     | Fahrenheit | °F= 9/5 (K – 273,15) + 32 |
| Fahrenheit | Kelvin     | K = 5/9 (F - 32) + 273,15 |